# Charitovalgus pulcher
Charitovalgus pulcher är en skalbaggsart som beskrevs av Ernst Gustav Kraatz 1883. Charitovalgus pulcher ingår i släktet Charitovalgus och familjen Cetoniidae. Inga underarter finns listade i Catalogue of Life.